# Marc-Henri Lamande
Pour les articles homonymes, voir Lamande.
Marc-Henri Lamande, né à Limoges en 1955, est un musicien, écrivain et acteur français.

## Biographie
Il étudie le piano avec Maguy Anduru-Mayéras, élève de Mme Marguerite Long, et l'art dramatique au conservatoire de Limoges avec Jean Pellottier. Il parfait ses études pianistiques avec Raymond Trouard qui restera son maître. Il joue aux côtés de Jean-Pierre Laruy au C.T.L., fait partie de la troupe de théâtre du C.C.S.M. Jean Gagnant Les Masques dirigée par Henri-Louis Lacouchie, travaille un temps avec Michel Bruzat. Sa rencontre avec Andrée Eyrolle est décisive et il participe à de nombreux événements et créations, Urbaka, Les Gobeurs d'Etoiles, C.R.I.S.T.I., les Nuits de granit, "ARTO-Totem", "Le Cœur de St Just", "Tutuguri ou le rite du soleil noir". Elle lui fait rencontrer Carlotta Ikeda, le Teatro Tascabile de Bergame, Eugène Barba et l'Odin Teatret d'Holstebro et le familiarise avec Artaud, Michaux et de nombreux auteurs. Il s'installe à Paris en 1987 et poursuit ses études pianistiques avec Me Trouard, tout en enseignant dans divers conservatoires municipaux de région parisienne.
Ce n'est qu'en 1994 qu'il décide de se consacrer au théâtre et à l'écriture. Il participe à l'aventure shakespearienne de Beaucoup de bruit pour rien, créée par la compagnie l'Élan Bleu à Cherbourg. Il organise plusieurs rencontres interdisciplinaires : Reconnaissance à la Guillotine de Montreuil, Artoozimut à L'Échangeur de Bagnolet, Oppidum in situ avec l'Élan Bleu à Cherbourg, Carte blanche au Théâtre Le Colombier à Bagnolet. Il intègre en 2000 la jeune compagnie créé par Alain Batis, La Mandarine Blanche, et joue dans de nombreuses créations telles que Neige de Maxence Fermine, L'eau de la vie d'Olivier Py, Le montreur d'Andrée Chedid, Y"aacobi & Leidental d'Hanokh Levin ou encore Lettre aux acteurs de Valère Novarina.
Il publie en 2008 Souffleur de terre aux Éditions Alna à La Rochelle  et en 2011 Le Colonel Suspicieux aux Éditions l'Harmattan. Et tout récemment L'Homme Neuf - EDILIVRE https://www.edilivre.com/?s=lamande
Il crée ses propres textes dans des scénographies originales accompagnées par des musiciens tels que Michel Thouseau, le collectif Wild Shores, Cyriaque Bellot, Maja Eliott : Tristan l'Enfant Jaune, Le Colonel Suspicieux, Chacun sa mer, Optophonia... Il est depuis 2003 conseiller artistique du festival d'été Souffleurs de terre à Eymoutiers.
Sa prestation dans le spectacle Dieu, qu'ils étaient lourds... ! connait un large écho,. D'après les entretiens radiophoniques de Louis-Ferdinand Céline (1957), adaptés et mis en scène par Ludovic Longelin, Marc-Henri Lamande y incarne le controversé et non moins génial écrivain. Ce spectacle est présenté deux années consécutives au Festival d'Avignon 2008/2010 et au Théâtre Le Lucernaire à Paris (2010/2011). Il reste après six années en tournée nationale. Sa première rencontre avec Céline a eu lieu à l'Abbaye d'Ardenne (Caen) au cours du 16e Colloque International de Rencontres Céliniennes où il créa Le grand décombre sur une idée d'André Derval et Isabelle Milkoff, monologue de textes céliniens accompagnés par le contrebassiste Michel Thouseau.
La rencontre avec le Collectif Wild Shores produit de nombreuses créations : L'Auberge rouge, ciné-concert live accompagnant la projection du film de Jean Epstein de 1923, créé au Centre des arts Numériques d'Enghien les Bains.
L'Eubage de Blaise Cendrars, créé au Centre Pompidou ; Optophonia sur les Textes Tunisiens de Marc-Henri Lamande, sorti chez Optical Sound ; "Chacun sa mer ou" L'arche des vieux mondes".
Sa dernière création, La Chair de l'homme - diagonale 1 de Valère Novarina, a été présentée au Lucernaire du 3 octobre au 18 novembre 2012. Marc-Henri Lamande était accompagné de Louise Chirinian au violoncelle et de Marc Roques aux claviers et électronique.
Dieu, qu'ils étaient lourds... ! et La Chair de l'homme sont à l'affiche du Théâtre de la Reine Blanche du 18 novembre 2014 au 28 février 2015 avec les mêmes musiciens. Prolongations jusqu'au 28 mai 2015. Voir le site : http://www.reineblanche.com/
La Chair de l'homme de Valère Novarina sera présentée du 6 au 26 juillet 2019 au Théâtre Avignon Reine Blanche rue de la grande fusterie - Avignon - mise en scène Marc-Henri Lamande avec Louise Chirinian au violoncelle (https://www.reineblanche.com/calendrier/avignon)
Les Éditions ARDAVENA publient en 2023 son essai/fiction Jamon Cordado.  (https://ardavena.com/jamon-cordado/)

## Citations
"Par-delà le texte, MHL a prêté son corps d'acteur pour une performance troublante, exténuante, interprétant à la lettre la musique de ce manifeste... Plus qu'une soirée : un choc." (La Voix du Nord - 09/2004)
"MHL sort du noir et devient Céline..." (Libération - Eric Aeschimann 24/07/2009)
"Car pour jouer Céline, entrer dans sa voix, dans sa peau, il faut un sacré culot, un sacré travail et un sacré courage, MHL possède tout cela..." (L'Express - Laurence Liban 21/07/2009)
"MHL partage avec Céline l'intelligence du texte. Il y ajoute celle du corps qu'il maîtrise magnifiquement." (Les Trois Coups - Cédric Enjalbert 26/07/2010)
"La performance de MHL est magistrale et résonne encore dans nos esprits troublés bien des heures après." (Pierre-Julien Bouniol - Theatrorama 9/07/2010)
"Et c'est imparable, impeccable, intelligent, époustouflant." (Martine Silber - Marsupilamima 20/10/2010)
"Le comédien MHL, aussi grand qu'inconnu..." (Tentations Culture Express - Laurence Liban septembre 2010)
"Le vrai plaisir vient du comédien MHL, vraiment impressionnant." (Le Figaro.fr - 12/10/2010)
"Son interprétation est stupéfiante de vérité..." (Pierre Assouline - Le Monde.fr 13/10/2010)
"Troublant, impressionnant." (Claude Imbert - Le Point 28/10/2010)
"MHL excellent acteur..." (Sylviane Bernard-Gresh - Télérama Sortir 2010
"Son incarnation de Céline est impressionnante. Pour cela, et pour Céline, ce court spectacle est à voir." (Philippe Tesson - Le Figaro.fr 2011)
"Prodigieux comédien... une performance hallucinante, digne des annales du théâtre." (Laurence Liban - l'Express 10/12/2014)
"Le comédien se laisse traverser par le texte que sa petite machine physique transforme, sur scène, en matière organique." (Cédric Enjalbert - Les Trois Coups 4/12/2014)